# ジャック・ローズ

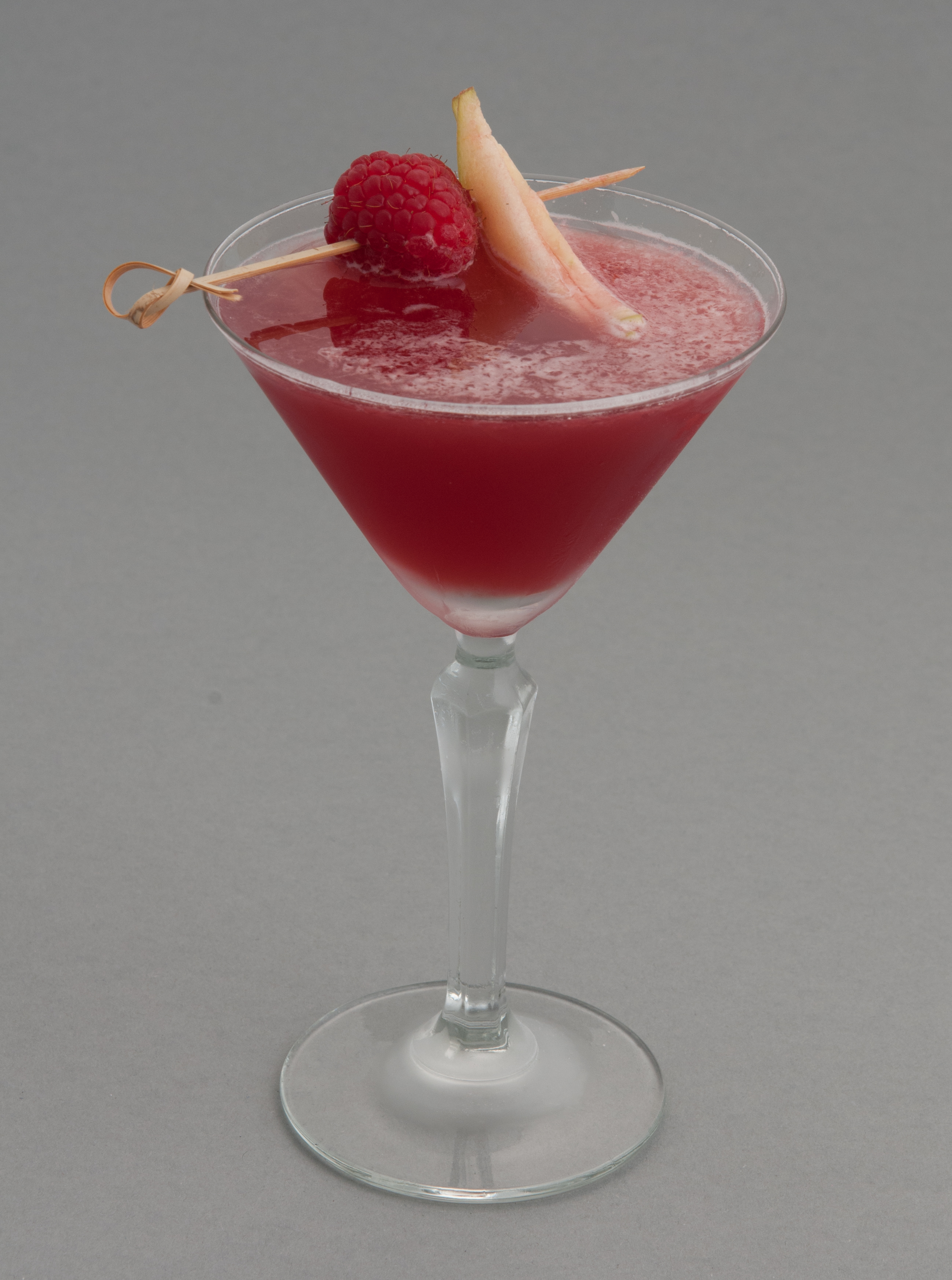
ジャック・ローズ

ジャック・ローズ (Jack Rose) とは、ショートドリンクに分類される、アップル・ブランデーをベースとするカクテルである。
なお、ジャック・ローズという名称の由来は、このカクテルのベース（基酒）である“アップル・ジャック”のジャックと、このカクテルの色合いから連想されるローズを結びつけたものだと言われている。

## 標準的なレシピ
- アップル・ブランデー（アップル・ジャック） ： ライム・ジュース ： グレナデン・シロップ ＝ 2：1：1

### 作り方
アップル・ブランデー、ライム・ジュース、グレナデン・シロップをシェークして、カクテル・グラス（容量75〜90ml程度）に注げば完成である。なお、ライム・ジュースは、その場でライムを絞ったものを使用するのがベストであるが、市販のジュースを用いても良い。

### 備考
- 上記とは違ったレシピも存在する（詳しくは、「その他のレシピ」の節を参照）。
- ライム・ジュースについては、「日本でのレシピの変化」の節も参照。

### この節の参考文献
「参考文献」の節にある書籍のうち、片方 善治 『洋酒入門』を除く10冊。

## その他のレシピ
先述の「標準的なレシピ」とは別のレシピも存在する。
- アップル・ブランデー ： ライム・ジュース ＝ 3：1
- グレナデン・シロップ ＝ 1tsp （約5ml）
- シュガー・シロップ ＝ 1tsp

### 作り方
アップル・ブランデー、ライム・ジュース、グレナデン・シロップ、シュガー・シロップをシェークして、カクテル・グラス（容量75〜90ml程度）に注げば完成である。なお、ライム・ジュースは、その場でライムを絞ったものを使用するのがベストであるが、市販のジュースを用いても良い。

### 備考
- ライム・ジュースについては、「日本でのレシピの変化」の節も参照。
- シュガー・シロップは砂糖で代用しても良いが、その場合は溶け残りが出ないように注意する必要がある。
- 飲む人の好みによって、シュガー・シロップ（砂糖）は加えないこともある。
  - 「標準的なレシピ」節にあるレシピの比率を変更することで、シュガー・シロップ（砂糖）を省いた分の甘味を調整することもある。
    - 具体的には、アップル・ブランデー ： ライム・ジュース ： グレナデン・シロップ ＝ 3：2：1
    - この「3：2：1」のレシピの場合、グレナデン・シロップの目安量は約10mlである。

### この節の主な参考文献
- 片方 善治 『洋酒入門』 社会思想社 1959年12月15日発行
- 上田 和男 『カクテル』 西東社 2001年3月15日発行 ISBN 4-7916-0994-8
- 花崎 一夫 監修 『カクテルハンドブック』（ニューセレクション132） 永岡書店 1997年11月10日発行 ISBN 4-522-31073-0

## 日本でのレシピの変化
昔、日本ではライムが入手しにくかったので、やむなく味が変わってしまうことは承知の上で、ライム・ジュースの代わりにレモン・ジュースを使用していた。このジャック・ローズも、古くから日本で知られていたカクテルであったため、昔はライム・ジュースではなくレモン・ジュースが使用されていた。
つまり、
- アップル・ブランデー ： レモン・ジュース ： グレナデン・シロップ ＝ 2：1：1

などのレシピで、ジャック・ローズを作るのである。
この名残で、2005年現在でも、ライム・ジュース、または、レモン・ジュースを使用するというレシピも存在する。
ただし、その2005年現在では、すでに日本でもライムが比較的容易に手に入るようになっていたため、ジャック・ローズには、ライム・ジュースを使用することが一般的となっている。

### この節の主な参考文献
- 稲 保幸 『洋酒とカクテル入門』 日東書院 1987年2月10日発行 ISBN 4-528-00361-9
- 稲 保幸 『カクテル・レシピ1000』 日東書院 2005年7月10日発行 ISBN 4-528-01412-2
- 片方 善治 『洋酒入門』 社会思想社 1959年12月15日発行